# Tunnel 57

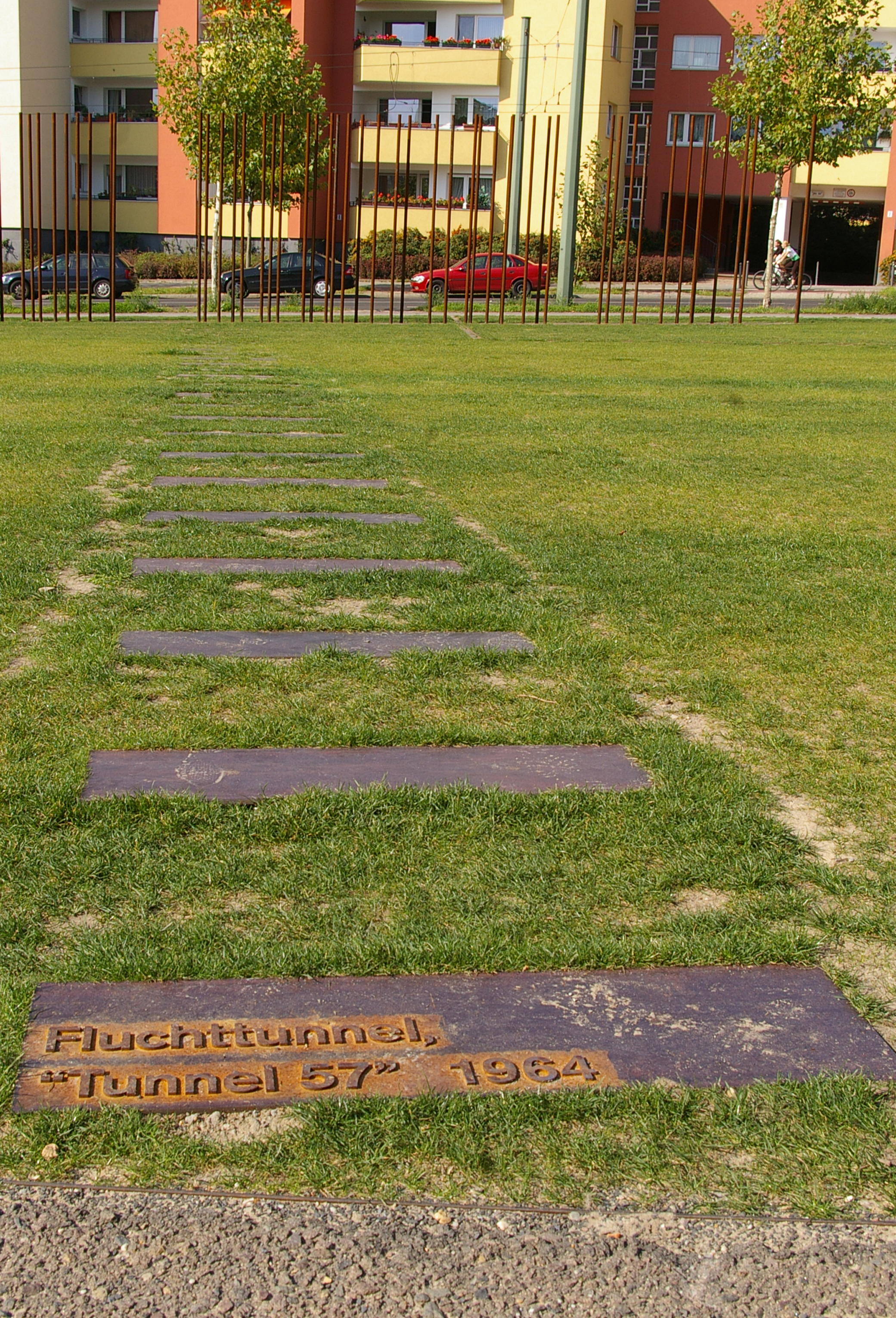
Sur les lieux du Mémorial du Mur de Berlin à Bernauer Straße, le chemin souterrain du tunnel est marqué en surface.

Le tunnel 57 est un tunnel creusé par des étudiants ouest-allemands sous le Mur de Berlin, et par lequel s'évadent cinquante-sept Est-Allemands les nuits des 3 et 4 octobre 1964. L'événement a été décrit comme « la fuite la plus spectaculaire de l’histoire du Mur de Berlin ».

## Contexte
À l'issue de la Seconde Guerre mondiale, les quatre puissances alliées (Union soviétique, États-Unis, Royaume-Uni, France) divisent l'Allemagne en quatre zones d'occupation, et divisent de même la ville de Berlin. Les secteurs français, britannique et américain constituent Berlin-Ouest, enclave occidentale entourée par l'Allemagne de l'Est ; le secteur soviétique de la ville devient Berlin-Est. Le Mur de Berlin est érigé à partir d'août 1961 par les autorités est-allemandes, pour empêcher leurs ressortissants de continuer à migrer vers l'ouest en passant par Berlin-Ouest. Le Mur entoure entièrement la partie ouest de la ville. 
Durant les premiers mois après la construction du Mur, des résidents de Berlin-Est peuvent encore s'enfuir vers l'ouest en passant par les canalisations des égouts, ou bien par les tunnels du métro (U-Bahn). Lorsque ces accès sont scellés ou surveillés, apparaissent les premiers tunnels, creusés dans le sol « doux et sableux » sous Berlin. Ils sont généralement creusés depuis Berlin-Ouest, pour aider les résidents de l'Est à s'échapper. Durant l'existence du Mur, au moins 71 tunnels sont entrepris ; très peu finissent par servir pour une évasion tandis que de nombreux s'effondrent, comme le tunnel de la Wollankstraße, et seulement un sur cinq est un succès. On estime à 300 le nombre de personnes qui parviennent à passer le Mur par ce biais.

## Le tunnel

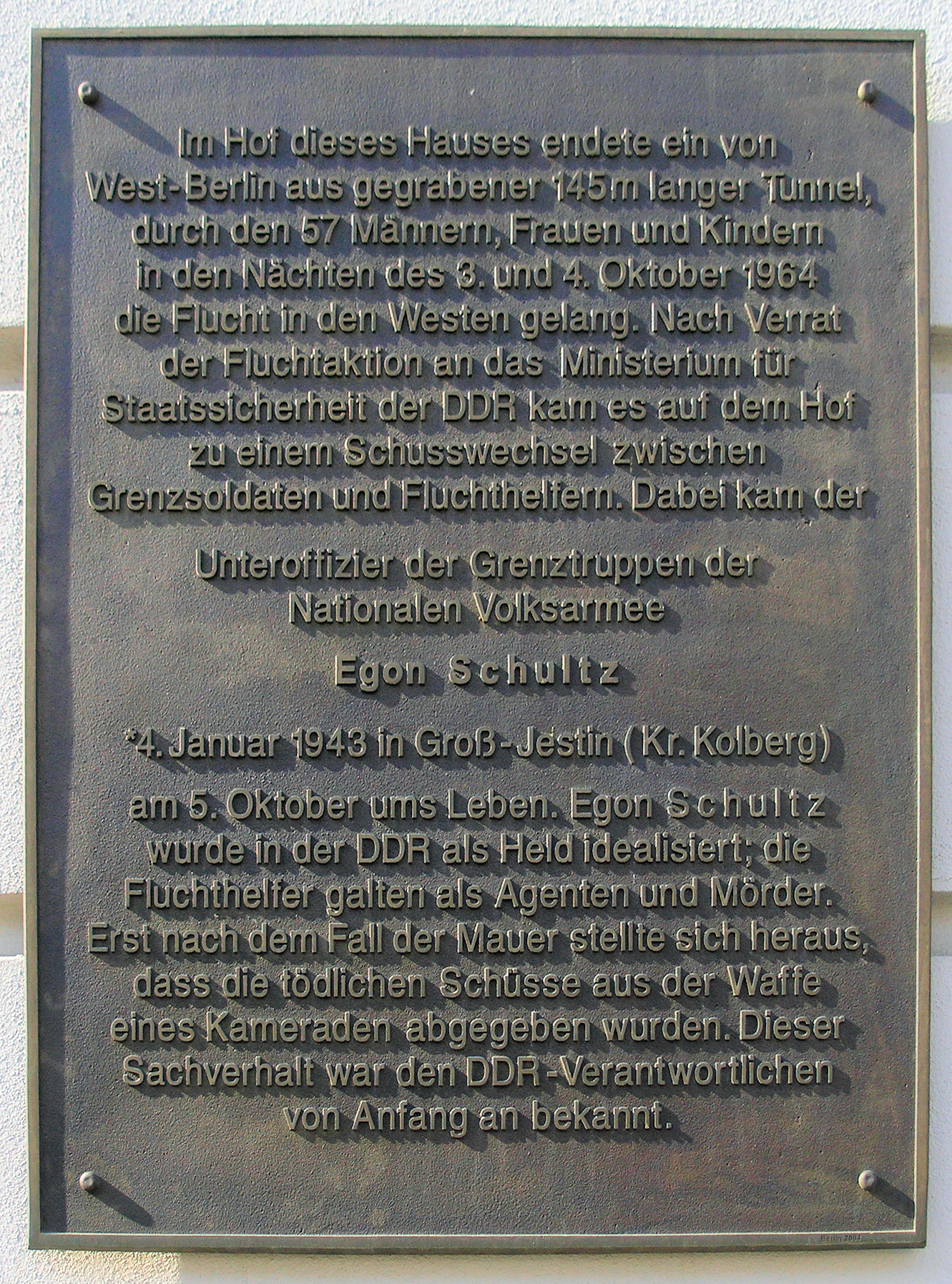
La plaque au 55 Strelitzer Straße, commémorant l'évasion réussie de cinquante-sept personnes par le tunnel, mais aussi la mort du sergent Egon Schultz.

Le « tunnel 57 » est l'œuvre d'une vingtaine d'étudiants de l'Université technique de Berlin, qui visent par là à aider des membres de leurs familles, ou de familles d'amis, à les rejoindre à l'ouest. Il est creusé à partir d'avril 1964. Son point de départ est le sous-sol d'une boulangerie désaffectée au numéro 97 de la rue Bernauer Straße à Berlin-Ouest. Le bâtiment, tout près du Mur, est en pleine vue des gardes est-allemands. Les étudiants minimisent leurs déplacements pour ne pas attirer l'attention, et entassent la terre à l'intérieur de la boulangerie. « Les étudiants creusent un trou de douze mètres de profondeur puis une galerie de cent-quarante-cinq  mètres passant sous la frontière. » Le tunnel étant extrêmement étroit, ils le creusent en s'y allongeant,.
Après des mois de travail, ils aboutissent sous une cabane en bois dans la cour intérieure du 55, Strelitzer Straße, à Berlin-Est. Les étudiants préviennent les « candidats au départ » ; vingt-neuf personnes sont évacuées dans la nuit du 3 au 4 octobre. Mais la nuit suivante, les gardes-frontières interviennent sur ordre de la Stasi qui a été avertie par un indicateur. Parmi les passeurs, Reinhard Furrer (futur spationaute) monte la garde, et voit arriver les soldats. Il avertit ses camarades. L'un des passeurs, Christian Zobel, ouvre le feu sur les gardes. Un jeune soldat, Egon Schultz, est atteint ; la balle lui perfore le poumon. Un officier de la Stasi ordonne aux gardes de répliquer ; dans l'obscurité, Schultz, déjà blessé, est abattu par erreur par l'un de ses camarades. Les vingt-huit personnes à évacuer parviennent à fuir par le tunnel avec l'ensemble des passeurs, tandis que Schultz est dirigé vers l'hôpital, mais meurt en chemin,.
La mort du jeune sergent est utilisée par les autorités est-allemandes pour condamner publiquement les « agents de l'ouest » accusés de l'avoir tué. Le fait qu'il ait été tué accidentellement par un camarade n'est pas révélé au public. En 1992, après la réunification de l'Allemagne, une enquête est ouverte. Le garde ayant tiré est acquitté : il avait ouvert le feu sur ordre d'un officier de la Stasi, et en légitime défense puisque Zobel avait tiré le premier. Zobel lui-même est déjà mort au moment de l'enquête. En 2004, les passeurs ouest-allemands du « tunnel 57 » installent une plaque sur le mur du bâtiment au 55 Strelitzer Straße, commémorant Egon Schultz comme étant une victime du Mur de Berlin,.